# Fresnes-sur-Escaut
Fresnes-sur-Escaut – miejscowość i gmina we Francji, w regionie Hauts-de-France, w departamencie Nord.
Według danych na rok 1990 gminę zamieszkiwało 8107 osób, a gęstość zaludnienia wynosiła 689 osób/km² (wśród 1549 gmin regionu Nord-Pas-de-Calais Fresnes-sur-Escaut plasuje się na 103. miejscu pod względem liczby ludności, natomiast pod względem powierzchni na miejscu 235.).